# Lily Young
Lily Young es una deportista británica que compite en vela en la clase Formula Kite. Ganó una medalla de bronce en el Campeonato Mundial de Formula Kite de 2023 y una medalla de plata en el Campeonato Europeo de Formula Kite de 2025.

## Palmarés internacional
| \| Campeonato Mundial \| Campeonato Mundial \| Campeonato Mundial \| Campeonato Mundial \| \| Año \| Lugar \| Medalla \| Clase \| \| ------------------ \| ---------------------- \| ------------------ \| ------------------ \| \| 2023 \| La Haya (Países Bajos) \| Medalla de bronce \| Formula Kite \| \| Campeonato Europeo \| \| \| \| \| Año \| Lugar \| Medalla \| Clase \| \| 2025 \| Urla (Turquía) \| Medalla de plata \| Formula Kite \| |                        |                   |              |
| Campeonato Mundial |                        |                   |              |
| Año | Lugar                  | Medalla           | Clase        |
| 2023 | La Haya (Países Bajos) | Medalla de bronce | Formula Kite |
| Campeonato Europeo |                        |                   |              |
| Año | Lugar                  | Medalla           | Clase        |
| 2025 | Urla (Turquía)         | Medalla de plata  | Formula Kite |